# 割齒喉盤魚
割齒喉盤魚（學名：Tomicodon prodomus），為輻鰭魚綱鱸形目喉盤魚亞目喉盤魚科割齒喉盤魚屬的其中一種，該物種分布於東南太平洋厄瓜多Guayaquil灣海域，屬底棲性魚類。